# 54 Herculis
54 Herculis är en orange jätte i Herkules stjärnbild.
Stjärnan har visuell magnitud +5,35 och är synlig för blotta ögat vid normal seeing. Den befinner sig på ett avstånd av ungefär 445 ljusår.